# Pendleton megye (Nyugat-Virginia)
Pendleton megye az Amerikai Egyesült Államokban, azon belül Nyugat-Virginia államban található. Megyeszékhelye és legnagyobb városa Franklin. Lakosainak száma 6143 fő (2020. április 1.). Pendleton megye Grant, Augusta, Hardy, Rockingham, Pocahontas, Randolph és Highland megyékkel határos.

## Népesség
A megye népességének változása:
| Lakosok száma | 7699 | 7592 | 7553 | 7471 | 7229 | 6143 |
|               | 2010 | 2011 | 2012 | 2013 | 2015 | 2020 |